# Sinal de Hoover
Sinal de Hoover ou respiração paradoxal (em serrote) é um sinal médico no qual existe uma assincronia entre a respiração abdominal e a respiração torácica. Assim, o abdomén movimenta-se para fora enquanto o tórax se movimenta para dentro durante a inspiração. Pode ocorrer na doença pulmonar obstrutiva em lactentes.